# Акантокалициум сизый
Акантокалициум сизый (лат. Acanthocalycium glaucum) — вид кактусов рода Акантокалициум.

## Ботаническое описание
Стебель голубовато-зелёный, около 15 см высотой и 7 см в диаметре. Рёбра (8—14) высокие, мягко очерченные. Ареолы белые, расположены относительно редко. Радиальные колючки (5—10) от тёмно-серых до чёрных, жесткие, прямые, 0,5—2 см длиной. Центральные колючки, как правило, отсутствуют, но иногда бывают по 1—2 на молодых ареолах.
Цветки золотисто-жёлтые, до 6 см длиной и в диаметре. Цветочная трубка со щетинками. Плоды тёмно-зелёные, шаровидные, около 2 см в диаметре. Семена крупные тёмно-коричневые.

## Распространение
- Встречается в аргентинской провинции Катамарка.